# Dwight (Illinois)
Dwight és una població dels Estats Units a l'estat d'Illinois. Segons el cens del 2000 tenia 4.363 habitants.

## Demografia
Segons el cens del 2000, Dwight tenia 4.363 habitants, 1.667 habitatges, i 1.096 famílies. La densitat de població era de 655,5 habitants/km².
Dels 1.667 habitatges en un 33,9% hi vivien nens de menys de 18 anys, en un 52,8% hi vivien parelles casades, en un 10,2% dones solteres, i en un 34,2% no eren unitats familiars. En el 29,6% dels habitatges hi vivien persones soles el 14,2% de les quals corresponia a persones de 65 anys o més que vivien soles. El nombre mitjà de persones vivint en cada habitatge era de 2,48 i el nombre mitjà de persones que vivien en cada família era de 3,1.
Per edats la població es repartia de la següent manera: un 26,4% tenia menys de 18 anys, un 8,1% entre 18 i 24, un 29,5% entre 25 i 44, un 20,9% de 45 a 60 i un 15,1% 65 anys o més.
L'edat mediana era de 37 anys. Per cada 100 dones de 18 o més anys hi havia 86,3 homes.
La renda mediana per habitatge era de 40.071 $ i la renda mediana per família de 44.813 $. Els homes tenien una renda mediana de 37.429 $ mentre que les dones 27.813 $. La renda per capita de la població era de 20.928 $. Aproximadament el 5% de les famílies i el 10,8% de la població estaven per davall del llindar de pobresa.

## Poblacions més properes
El següent diagrama mostra les poblacions més properes.